# Rethimnon
La Rethimnon era una nave traghetto appartenuta con questo nome dal 1972 al 2001 alla compagnia di navigazione greca Anek Lines.

## Servizio
Varata nel 1971 in Giappone con il nome di Central No 5, venne venduta già nel 1972 alla Anek Lines insieme alla gemella Central No 2 a causa della sospensione del collegamento tra Kōbe e Kawasaki sul quale erano impiegate. Rinominata Rethimnon e ristrutturata, entrò in servizio nel 1973 su una linea tra il Pireo e Candia, sulla quale rimase fino al 2000. Sostituita sulla sua rotta dalle più grandi e moderne Lato e Lissos, venne spostata per il 2001 su una linea Pireo-Retimo, prima di essere venduta, nello stesso anno, alla araba Naif Marine Services insieme alla gemella.
Rinominata Jabal Ali 2, fu utilizzata per collegamenti tra Iraq, Emirati Arabi Uniti e Bahrein. Nel 2009 fu venduta per la demolizione.

## Navi gemelle
- Candia